# Abeurador i safareig públic (Barberà de la Conca)
L'Abeurador i safareig públic és una obra de Barberà de la Conca (Conca de Barberà) protegida com a Bé Cultural d'Interès Local.

## Descripció
Antic abeurador i safareig públic del poble, avui en desús. Construït mitjançant lloses de pedra verticals. L'aigua prové de la font Vella, situada tot just al seu costat.

## Història
El segle xviii, concretament el 1772, com tantes altres font d'arreu la font Vella, fou convertida font monumental de caràcter barroc. Es construí un mur exempt curvilini simètric amb cinc canelles de ferro i una pica de pedra al peu, d'on l'aigua sortia canalitzada vers els abeuradors i els rentadors construïts aleshores als costats.